# Margarethe Burich
Margarethe Burich († 15. September 1588 in Dorsten) starb 1588 auf der Folterbank, nachdem sie der Hexerei bezichtigt worden war. Sie war die Witwe des im Truchsessischen Krieg getöteten Matthias Burich († 1585), ehemaliger Bürgermeister der Stadt Dorsten.

## Hexenverfolgung im Vest
Die Hexenverfolgung im Vest kann in zwei Wellen eingeteilt werden. Die erste Welle ist von 1580 bis 1581 zu verorten, im Rahmen dieser kamen im Jahr 1580 29 Personen auf dem Scheiterhaufen ums Leben. Im darauffolgenden Jahr 1581 starben 15 Personen in Folge eines Todesurteils, eine Person kam in Haft zu Tode und das Schicksal von 4 weiteren verhafteten Personen ist heute nicht mehr nachvollziehbar.
Die zweite Verfolgungswelle ging von 1588 bis 1590, in dieser Zeit kann eine Pestwelle für die Stadt Dorsten belegt werden, was zur Suche nach Schuldigen für diese führte. Aus den Kellnerei-Rechnungen der Horneburg ist zu entnehmen, dass in dieser Zeit gegen 45 Personen wegen Zauberei ermittelt wurde. Gegen 21 Personen wurde ein Todesurteil vollstreckt, 3 Personen starben in Haft. Für die Stadt Dorsten sind mindestens 9 Tote belegbar.
Als Hintergründe für die Hexenjagd im Vest können unter anderem eine große Getreideknappheit in der Region und wiederkehrende Pestwellen angesehen werden, welche zur damaligen Zeit häufig einen „Ruf nach Bestrafung von gotteslästerlichem Leben“ zur Folge hatten.
Eine Besonderheit der Hexenprozesse im Vest lag in der frühen Anwendung der Wasserprobe, diese hatte vor allem im Ruhr-Lippe-Raum und am Niederrhein eine große Bedeutung.

## Hexenprozess
Im Rahmen der ersten Welle der Hexenverfolgung im Vest und der angrenzenden Herrschaft Lembeck wurde Margarethe Burich im Jahre 1580 zusammen mit ihrer Magd Anna Raken zum ersten Mal der Zauberei bezichtigt. Die Anklage war aus der Besagung mehrerer Personen hervorgegangen, welche in Verhören gestanden hatten, sich selbst der Hexerei schuldig gemacht zu haben. Im Rahmen des Verfahrens wurden die Besagungen gegen die zwei Frauen jedoch als nicht maßgeblich eingestuft, was dazu führte, dass sie ihre Namen aus den Verhörprotokollen hatten streichen lassen können.
Die ersten Anschuldigungen im Rahmen der zweiten Welle im Jahre 1588 kamen von Burichs Nachbarin Sophie Rive, welche plötzlich erkrankte und daraufhin Margarethe Burich beschuldigte, ihr die Krankheit angezaubert zu haben. Da zu dieser Zeit eine Pestwelle in Dorsten nachweisbar ist, ist davon auszugehen, dass Sophie Rive an dieser erkrankt war. Das Ehepaar Rive holte sich in Folge der Erkrankung „radt und wharsagung“ beim Pastor von Recklinghausen, welcher den Verdacht auf einen Krankheitszauber bestätigte. Das Gerücht, dass Margarethe Burich eine Hexe sei, verbreiteten die Rives in ganz Dorsten und wurden hierbei von Richter Vinzenz Rensing unterstützt. Gegen diese Anschuldigungen hatte Matthias Burich, ihr Ehemann, ein Injurienverfahren gegen Sophie Rive eingereicht.
Zur gleichen Zeit wie der Prozess gegen Margarethe Burich wurde auch ein Hexenprozess gegen Catharina Erckenschwick eingeleitet, diese war von Johan Golte, einem Geisteskranken, der Zauberei bezichtigt worden. Noch während ihrer gütlichen Befragung, also ohne Folter, gab sie Margarethe Burich als Mitschuldige an. Sie sagte, dass sie gemeinsam auf dem Zaubertanz gewesen waren. Richter Rensing fragt daraufhin beim Stadthalter von Recklinghausen, Reinhardt von Raesfeld, an, ob Margarethe Burich ins Gefängnis gebracht werden sollte. In der Befragung durch den Stadthalter von Recklinghausen bekräftigte sie ihre vorherige Aussage und fügte noch hinzu, dass Margarethe gemeinsam mit anderen Personen die Mutter des Richters Rensing „todt gezaubert“ haben soll. Im Anschluss an die darauf folgende Folter von Catharina Erckenschwick, um ein Geständnis für ihre eigene Schuld zu erwirken, wurden durch Richter Vinzenz Rensing erneut Margaretha Burich und ihre Magd Anna Raken festgenommen.
Die Wasserprobe der beiden Frauen wurde sofort nach ihrer Verhaftung in der Gräfte von Schloss Lembeck durchgeführt. Anna Raken beobachtete hierbei, das Margarethe nicht zum Grunde sank und war nun auch von ihrer Schuld überzeugt und besagte sie in ihren nachfolgenden Verhören. Die Vorwürfe gegen ihre Arbeitgeberin erweiterte sie in diesen noch weiter: Margarethe Burich soll bei einem weiteren Hexentanz einen Schwur mit Catharina Erckenschwick und zwei weiteren Frauen mit Namen Elßken Gerstkens und Anna Gotisch eingegangen sein sich gegenseitig nicht zu verraten und Margarethe habe sie das Zaubern gelehrt. Weiterhin wurde sie auch bezichtigt, Vieh von ihren Nachbar tot gezaubert zu haben.
Margarethe Burich überlebte ihre Wasserprobe durch die Manipulation des Henkers, welcher die Angeklagten an einer Leine über Wasser hielt. Direkt an die Wasserprobe anschließend wurde sie von zwei Gerichtsdienern gefoltert, um sie zu einem Geständnis über ihren Bund mit dem Teufel zu zwingen. Da sie jedoch standhaft blieb und nichts zugab, wurde sie in der Haftanstalt isoliert, auch der Kontakt zu ihrer Familie wurde ihr verwehrt. Bei einem zweiten Durchgang der Folter an einem Folgetag wurde sie 3 Stunden am Vormittag und 2 weitere Stunden am Nachmittag desselben Tages gefoltert. Margaretha Burich starb bei dieser Folterung. Richter Vinzenz Rensing führte ihren Tod jedoch darauf zurück, dass der Teufel ihr das Genick gebrochen habe, welches als nachträglicher Beweis für die Rechtmäßigkeit der Anklage der Witwe des früheren Bürgermeisters angesehen wurde. Um sicherzustellen, dass bei Ansicht der Leiche ein Genickbruch eindeutig war, ließ Richter Rensing die Leiche der Verstorbenen derart auf einen Wagen legen, dass der Kopf herunterhing. Der Wagen wurde dann hin- und hergefahren, bis Kopf und Hals völlig „zerschwackt“ waren. Nach einer Besichtigung der Leiche und der Bestätigung des gebrochenen Halses wurde Margarethe Burich posthum zum Tode durch Verbrennen verurteilt. Ihre Leiche wurde am Tag der Urteilsverkündung auf dem Dorstener Marktplatz zur Schau gestellt.
Das Urteil gegen Margarethe Burich und die mit ihr angeklagten Frauen, inklusive der Todesurteile ist wörtlich überliefert und wurde vor der Hinrichtung der noch lebenden Frauen am 15. September 1588 verlesen:
„Sententia: Dieweill mehrgedachte Catarin Erckenschwicks, Anna Rakens und Barbar von Lembeckh ihr begangene zauberei und mißthatt inn offenem Gerichtt bekhhant, sich Gott, dem Allmechtigen genhommenn und dem bösenn vianth [Teufel] ergebenn, auch Margarethe Burichs, wiewoll sie nicht bekhantt, zu weiniger nichtt der zauberei schuldigh, Catharinnen Erckennschwicks und Anna Rakens und confronation mitt obgemeltter Erckenschickscher nebenn der wirckungh des satans mitt des halß zerbrechungh gnugsamb uberzeught, als soll mann zu sterckungh unseres genedigsten churfurstenn und herren gerichtz und anderenn bosen menschenn schreck und exempell sie alle hinauß fhuerenn und, jedoch alles auff gnadt, mitt dem feur vom lebenn zum thodt und esche verbrennenn […]“
Im Anschluss an die Urteilsverkündigung wurden den mit verurteilten Frauen eine Begnadigung zum Schwerttod durch Reinhardt von Raesfeld ausgesprochen. Dies führte zu einer Auseinandersetzung darüber, ob auch die Leiche von Margaretha Burich begnadigt werden sollte. Gegen den Widerstand von Richter Vinzenz Rensing wurde am Ende entschieden, den Körper auf dem Richtplatz zu verscharren, wo auch die Todesurteile der anderen Verurteilten vollstreckt wurden.

## Diffamationsklage
Nach dem Tod von Margarethe Burich wollte ihre Familie eine lückenlose Aufklärung des Sachverhalts erwirken, da ihrer Meinung nach zahlreiche Fehler geschehen waren und sogar massiv gegen das geltende Strafrecht verstoßen worden war. So fanden die Hinterbliebenen heraus, dass die Personen, deren Vieh sie tot gezaubert haben soll, niemals Vieh besessen hatte. Weiterhin konnten sie nachweisen, dass die von Richter Rensing vorgetragene Todesursache des Halsumdrehens durch den Teufel, eine von ihm häufiger verwendet wurde. So auch bei der Angeklagten Engel Leppers, wessen Schreie außerhalb des Gefängnises zu hören waren, sie würde verdursten. Am folgenden Tag starb sie und Vinzenz Rensing gab als Todesursache ein Werk des Teufels an. Laut dem damaligen Strafrecht mussten außerdem ausreichend Indizien vorliegen, um eine Folterung durchzuführen und zwei gute Zeugen ausgesagt haben, beides lag im Fall von Margarethe Burich nicht vor. Hinzu kommt, dass der Familie Burich keine Möglichkeit zur Verteidigung eingeräumt wurde, da die Wasserprobe laut der Peinlichen Halsgerichtsordnung Kaiser Karls V. von 1533 verboten war und sofort im Anschluss an die Verhaftung geschah.

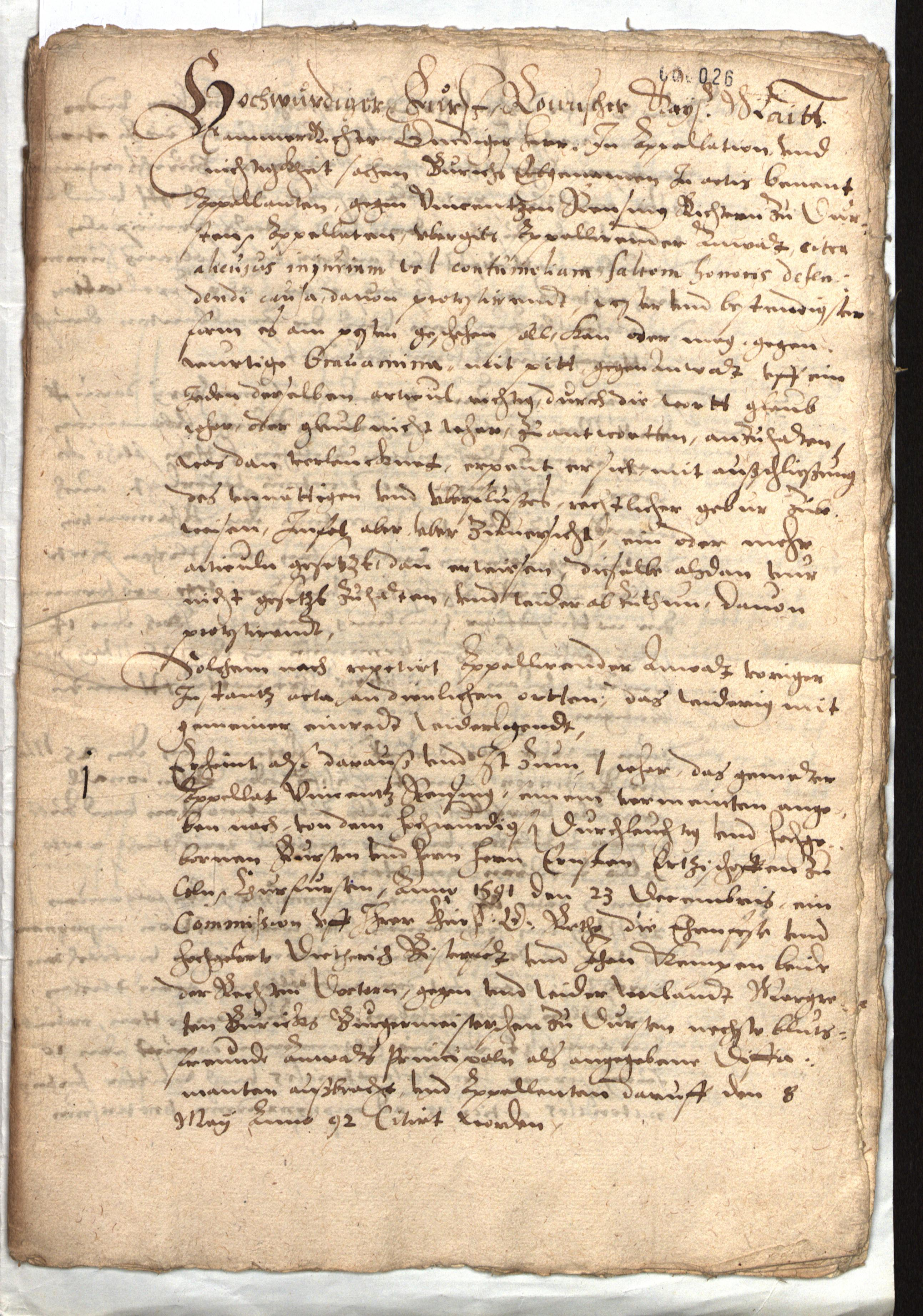
Im Landesarchiv NRW Abteilung Westfalen vorliegende Appellationsschrift der Erbengemeinschaft von Margarethe Burich, eingereicht beim Reichskammergericht in Speyer

Richter Vinzenz Rensing beruf sich jedoch darauf, dass Hexereidelikte als Ausnahmeverbrechen anzusehen waren, weshalb eine Abweichung von der Peinlichen Halsgerichtsordnung möglich war. Deshalb zwang er die Familie Burich zu einem Diffamationsprozess, in welchem entweder die Vorwürfe durch die Burichs bewiesen werden oder zukünftig unterlassen werden mussten.
Mit diesem Prozess wurden im Dezember 1591 die kurfürstlichen Räte Dietrich Bisterfels und Johann Kampen als Kommissare betraut. Sie entschieden am 24. Oktober 1592 zugunsten von Richter Rensing. Den Erben von Margaretha Burich wurde ein ewiges Stillschweigen auferlegt, sie durften ihre Vorwürfe nicht mehr wiederholen.

## Appellation
Der burische Erbe Johann Stockum hatte durch einen vorherigen Prozess in einer anderen Angelegenheit im Jahr 1590 Kenntnis über Appellationsmöglichkeiten vor dem höchsten deutschen Gericht erlangt. Diese wollte die Familie Burich in ihrem Falle auch wahrnehmen. Im Jahr 1592 ließ die Familie deshalb ein Appellationtionsgesuch durch ihren Anwalt Wilhelm Cornelius, einen Beamten des kurkölnischen Hofgerichts, erstellen, welcher an das Reichskammergericht in Speyer versandt wurde. Die Anklageschrift gegen Vinzenz Rensing bestritt die Rechtmäßigkeit der Wasserprobe, die Folter als rechtmäßiges Beweisführungsinstrument und stellte auch die Grundpfeiler der dämonischen Hexenlehre infrage.

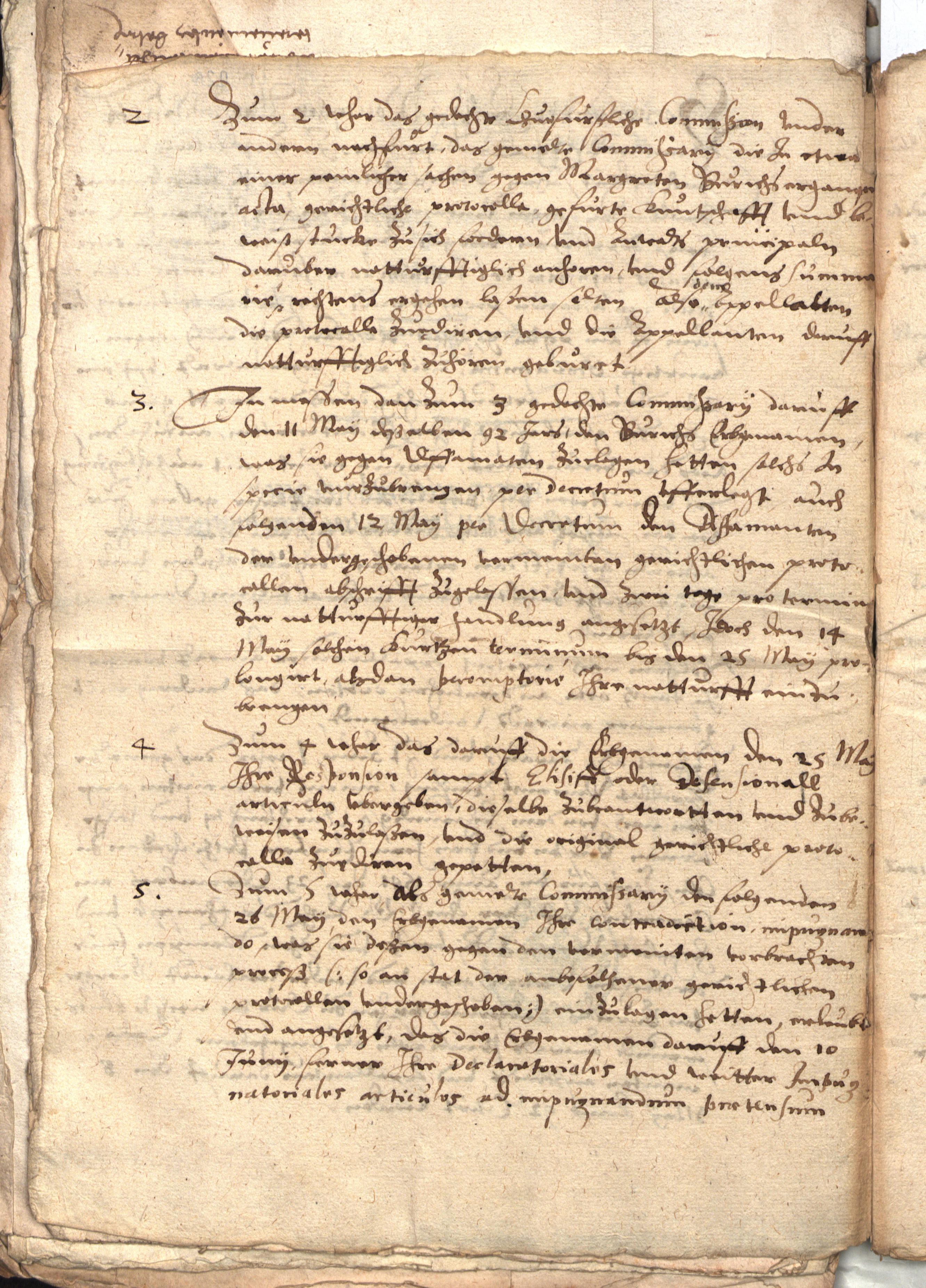
Im Landesarchiv NRW Abteilung Westfalen vorliegende Appellationsschrift (Seite 2)

Der Prozess wurde im März 1593 eröffnet. Geladen waren Richter Rensing, der Bürgermeister und der Rat der Stadt Dorsten.
Der Appellationsprozess dauerte mit mehreren Unterbrechungen bis zum 20. Mai 1595, an welchem Tag die letzte mündliche Verhandlung stattfand. Die Akten wurden im Jahr 1596 durch das Reichsgericht geschlossen, jedoch sollte laut Aktenprotokoll erst am 23. Mai 1599 eine Entscheidung fallen. Die Urteilsbücher des Reichskammergerichts in Speyer aus der Zeit vor 1684 sind indessen heute nicht mehr erhalten, weshalb nicht sicher festgestellt werden kann, welches Urteil ergangen ist.
Eine Vermerkung von Margarethe Burichs Name im Sterberegister der angesehenen Dorstener Bruderschaft Beatae Mariae Virgis könnte auf einen Prozessgewinn hindeuten. Hinzu kommt, dass Johann Burich, einer der Kläger vor dem Reichskammergericht zwischen 1608 und 1632 mehrfach als Dorstener Bürgermeister belegt ist.
Richter Vinzenz Rensing, welcher hauptverantwortlich für den Prozess gegen Margarethe Burich war, wurde später Stadthalter des Vestes Recklinghausen.